# 남방호랑고양이
남방호랑고양이(Leopardus guttulus)는 고양이아과에 속하는 야생 고양이의 일종이다. 브라질 남부와 남동부에서 서식하며, 이전에 호랑고양이의 아종으로 간주했지만 2013년에 별도의 종으로 인정되었다.